# Castillo de Colditz

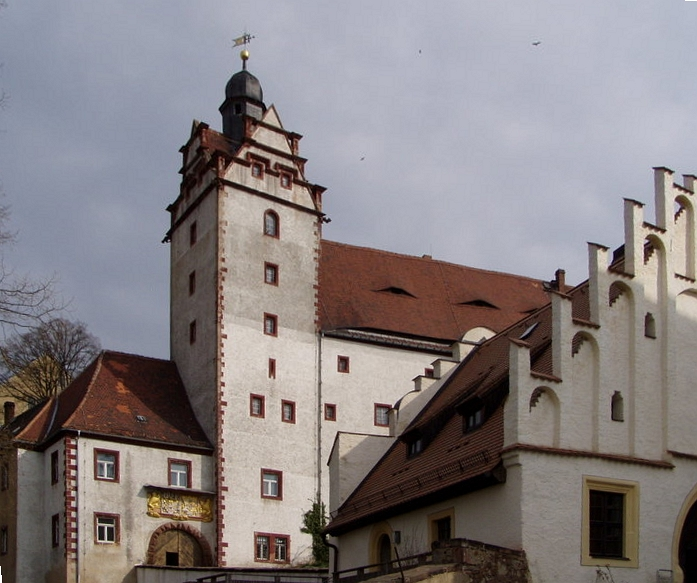
Vista exterior del castillo de Colditz.

El castillo de Colditz se encuentra en el pueblo de Colditz, entre Leipzig, Dresde y Chemnitz, en el estado federado de Sajonia, Alemania. Utilizado como hospicio para indigentes y hospital mental durante casi cien años, alcanzó fama como Oflag IVc u Offizier Lager IVc (campo de oficiales IVc), un campo de prisioneros de guerra para oficiales Aliados que habían intentado escapar repetidamente de otros campos, además de los volksfeindlich, los llamados «traidores al pueblo», por el régimen nazi durante la Segunda Guerra Mundial.
Las SS hicieron de Colditz un Sonderlager, una prisión de alta seguridad, la única de su tipo dentro de Alemania. Hermann Göring incluso afirmó que Colditz era a prueba de fugas. Se basaba en parte en la falta de evasiones cuando fue una prisión durante la época de la Primera Guerra Mundial, pero principalmente por ser el único campo alemán de prisioneros de guerra con más guardias que prisioneros. A pesar de esta afirmación, hubo fugas por parte de los presos británicos, franceses, polacos, neerlandeses y belgas internados en Colditz.

## Historia

### El castillo original

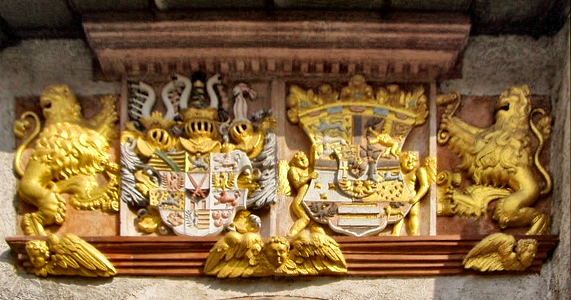
Escudo de armas en la entrada del castillo.

En 1046, Enrique III del Sacro Imperio Romano Germánico dio permiso al burguesado de Colditz para construir el primer asentamiento documentado. En 1083, Enrique IV recomendó al margrave Wiprecht de Groitzsch edificar un castillo, que Colditz aceptó. En 1158, Federico I Barbarroja nombró a Thimo I "Señor de Colditz", y comenzó la construcción de edificios importantes. Alrededor de 1200, la ciudad tenía un mercado establecido.
Durante la Edad Media, el castillo jugó un importante papel como atalaya para los emperadores germanos y posteriormente fue el centro de los territorios del dominio de Pleißenland. Alrededor de 1404, la dinastía de los Señores de Colditz (que duraba dos siglos y medio) terminó con Thimo VIII, que vendió el castillo por 15.000 marcos de plata a la familia Wettin.
Como resultado de la política territorial de Sajonia, la ciudad y estado de Colditz fueron oficialmente fundados en el condado de Meißen. En 1430, los husitas atacaron Colditz y prendieron fuego a la ciudad y el castillo. Sobre 1464, se reconstruyeron los edificios bajo la dirección de Ernesto de Sajonia, que moriría en el castillo en 1486. Bajo Federico III de Sajonia y Juan de Sajonia, Colditz fue la residencia real de los Electores de Sajonia.

### El castillo reconstruido

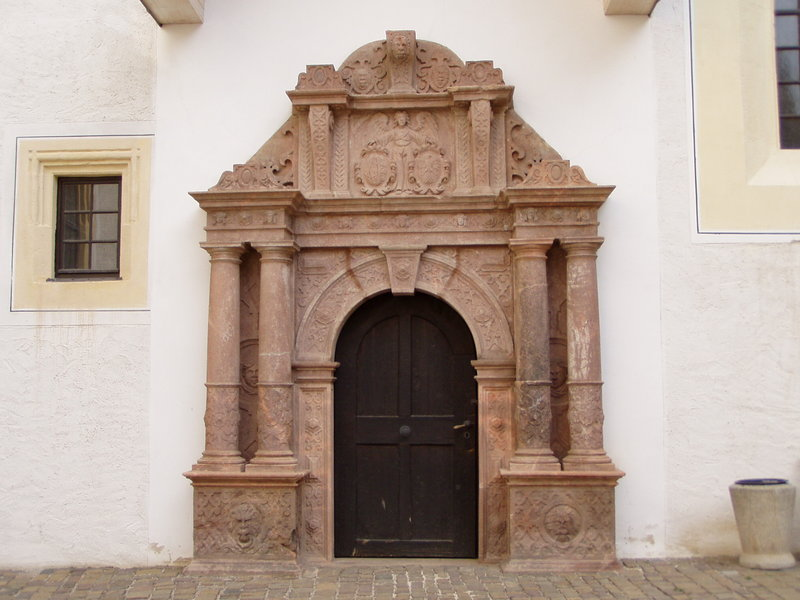
Fachada manierista de la capilla del castillo.

En 1504, el panadero Clemens prendió fuego por accidente a Colditz, y el Ayuntamiento, la iglesia, el castillo, así como gran parte de la ciudad, fueron pasto de las llamas. La reconstrucción comenzó en 1506 y se levantaron nuevos edificios alrededor del patio trasero del castillo. En 1523 el jardín del castillo fue convertido en uno de los zoológicos más grandes de Europa. En 1524 se inició la reconstrucción de los pisos superiores del castillo.
La estructura del castillo estuvo cambiando durante el reinado de Augusto (1553-1586), y el complejo fue remodelado a un estilo renacentista entre 1577 y 1591, incluyendo las partes que aún mantenían el estilo gótico. Los arquitectos Hans Irmisch y Peter Kummer supervisaron la restauración y remodelación. Posteriormente, Lucas Cranach el Joven fue contratado como artista para el castillo.
Durante este periodo, se edificó la fachada de la capilla en 1584 utilizando toba volcánica y decorada al estilo manierista por Andreas Walther II. Poco después, el castillo se convirtió en el centro administrativo para la oficina de Colditz y en refugio para cazadores. En 1694, el entonces dueño, Augusto II de Polonia, comenzó a expandir el castillo, añadiendo un segundo patio y alcanzando un total de 700 habitaciones.

### El castillo moderno

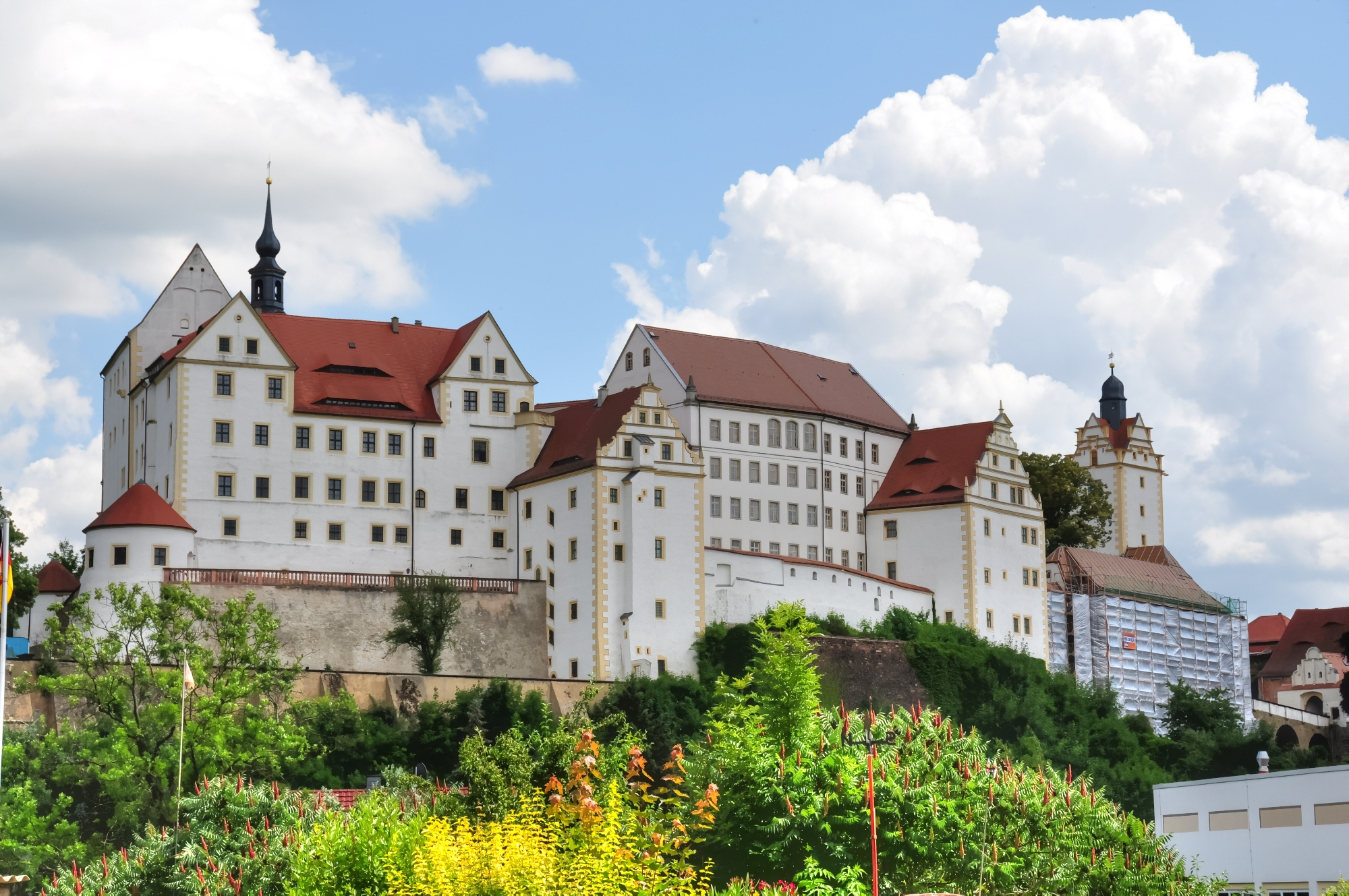
El castillo de Colditz en 2011.

En el siglo XIX, la capilla fue remodelada con un estilo neoclásico. El castillo fue utilizado por Federico Augusto III como casa de trabajo para alimentar a pobres, enfermos y personas bajo arresto. Funcionó de esta manera desde 1803 hasta 1829, cuando su función de casa de trabajo fue asumida por una institución de Zwickau. En 1829, el castillo se convirtió en un hospital psiquiátrico para "locos incurables". En 1864, se erigió un nuevo edificio de hospital de estilo neogótico, donde se hallaban anteriormente los establos y las salas de trabajo. Continuó como institución mental hasta 1924.
Durante la I Guerra Mundial, el castillo fue utilizado como campo de prisioneros de guerra. No hubo ninguna fuga durante esa época. Cuando los nazis llegaron al poder en 1933, convirtieron el castillo en una prisión para comunistas, homosexuales, judíos y otras personas que consideraban "indeseables". No fue hasta 1940 cuando llegaron los prisioneros de guerra Aliados. En abril de 1945, tropas estadounidenses entraron en la ciudad de Colditz y, tras dos días de combate, tomaron el castillo el 16 de abril.
En mayo de 1945 comenzó la ocupación soviética de Colditz. Tras la Conferencia de Yalta, se convirtió en parte de la República Democrática Alemana. Los soviéticos transformaron el castillo de Colditz en un campo de prisioneros para ciudadanos locales y no comunistas. Más tarde, el castillo fue hogar para ancianos además de una clínica psiquiátrica y hospital. Años después de la guerra, se encontraron túneles y lugares ocultos por técnicos de reparación.

### El castillo actual
En la actualidad, el castillo y la capilla necesitan una cantidad importante de reparaciones y renovaciones. Los últimos huéspedes se fueron el 1 de agosto de 1996, y desde entonces el castillo ha estado vacío exceptuando los turistas ocasionales. En 1996 se fundó la Gesellschaft Schloss Colditz e.V. (Sociedad Histórica del Castillo de Colditz). En 2005, varias partes del castillo fueron cerradas a la visita turística para su renovación, especialmente la capilla, partes del ático, el interior, los túneles y al menos una fachada lateral exterior.

## El castillo como institución psiquiátrica
Durante casi cien años, entre 1829 y 1924, Colditz fue un sanatorio, generalmente reservado a ricos y nobles de Alemania. El castillo sirvió como hospital durante un largo y agitado periodo de Alemania, desde poco después de que las Guerras Napoleónicas disolvieran el Sacro Imperio Romano Germánico y se crease la Confederación Germánica, hasta el Imperio alemán, pasando por la I Guerra Mundial y llegando hasta los comienzos de la República de Weimar. Entre 1914 y 1918, el castillo sirvió de hogar tanto para pacientes mentales como de tuberculosis, donde murieron 912 por malnutrición.
En el castillo de Colditz se alojaron también varios personajes importantes durante su época como institución psiquiátrica, incluyendo a Ludwig Schumann, hijo del compositor Robert Schumann, y Georg Baumgarten, uno de los inventores del dirigible.

## El castillo como Oflag IVc
Tras el comienzo de la II Guerra Mundial, el castillo se convirtió en un campo de prisioneros de guerra de alta seguridad para oficiales que eran peligrosos por sus intentos de huida, o para aquellos señalados como volksfeindlich, traidores del pueblo. Como el castillo se hallaba en un saliente rocoso sobre el río Mulde, los alemanes pensaron que sería el sitio ideal para una prisión de alta seguridad.
El patio externo más grande, conocido como Kommandantur, tenía únicamente dos salidas y albergaba una guarnición alemana. Los prisioneros vivían en un patio adyacente en un edificio de 27 m (metros) de altura. En el exterior, los terrenos llanos que rodeaban los alojamientos de los prisioneros estaban constantemente vigilados por centinelas armados y rodeados con alambradas. Aunque era conocido como el castillo de Colditz por los vecinos, su designación oficial era Oflag IVc y estaba bajo control de la Wehrmacht.

### Cambios en los reclusos

#### 1940
Los primeros prisioneros, ciento cuarenta oficiales polacos, a los que se consideraba como propensos a la fuga, llegaron en octubre de 1940. Los guardias de la Wehrmacht los trataron con irrisión debido a que, según los soldados alemanes, Polonia ya no existía. Dos semanas más tarde, Donald Middleton, Keith Milne y Howard D. Wardle (un canadiense que se había alistado a la RAF antes de la guerra) fueron los primeros prisioneros británicos de Colditz.
El 7 de noviembre, seis oficiales de la RAF, conocidos como los "Seis de Laufen" (Laufen Six), por el nombre del campo donde se escaparon, llegaron a Colditz: Harry Elliot, Rupert Barry, Patrick Reid, Dick Howe, Peter Allen y Kenneth Lockwood. Se unieron a ellos un puñado de oficiales del Ejército Británico y más tarde, oficiales belgas. En la Navidad de 1940, había sesenta oficiales polacos, doce belgas, cincuenta franceses y treinta británicos, y un total no superior a doscientos con sus ordenanzas.

#### 1941
El 24 de julio de 1941 sesenta y ocho oficiales neerladeses, miembros del Ejército de las Indias Orientales Neerlandesas, llegaron a Colditz al haber rechazado firmar una declaración según la cual no tomarían parte en la guerra contra Alemania. Tras esto, algunos de los que intentaron fugarse pidieron prestadas las gabardinas holandesas como disfraces. Cuando la Wehrmacht invadió los Países Bajos, tenían escasez de material para uniformes, por lo que confiscaron todos los disponibles. El color de las gabardinas grises permanecía sin alterarse, y era muy similar al tono que utilizaban los alemanes, así que esas prendas podían parecer casi idénticas con pequeños cambios.
En febrero llegaron doscientos oficiales franceses. Algunos de ellos pidieron que los oficiales franceses de origen judío fueran separados del resto, y el comandante del campo los trasladó a los áticos. A finales de julio había más de quinientos oficiales: unos doscientos cincuenta franceses, ciento cincuenta polacos, cincuenta británicos y de la Commonwealth, dos yugoslavos y los sesenta y ocho neerlandeses.

#### 1943
En mayo de 1943 el Alto Mando de la Wehrmacht decidió que Colditz fuera habitado únicamente por estadounidenses y británicos, así que en junio los neerlandeses fueron trasladados, y poco después los polacos, belgas y franceses. El último grupo de franceses dejó el castillo el 12 de julio. A finales de julio solo quedaban algunos oficiales de la Francia libre y doscientos veintiocho oficiales británicos, con un contingente de canadienses, australianos, neozelandeses, sudafricanos, irlandeses y un indio.

#### 1944
El 23 de agosto de 1944 llegaron a Colditz los primeros estadounidenses: el coronel Florimund Duke de cuarenta y nueve años y considerado el paracaidista estadounidense de mayor edad de la guerra, el capitán Guy Nunn y Alfred Suarez. Eran agentes de contraespionaje lanzados en Hungría para impedir la unión de las fuerzas armadas con Alemania. La población reclusa era aproximadamente de doscientas cincuenta y cuatro personas al comienzo del invierno de ese año.

#### 1945
El 15 de enero de 1945, seis generales franceses fueron trasladados desde el castillo de Königstein al castillo de Colditz. El 5 de febrero, el general polaco Tadeusz Bór-Komorowski, comandante del Armia Krajowa y responsable de la sublevación de Varsovia, llegó a Colditz. En marzo trajeron a mil doscientos prisioneros franceses, con seiscientos más que fueron encerrados en la ciudad.

### Los prisioneros famosos
Entre los reclusos más famosos estaban el as de la aviación Douglas Bader; Patrick Reid, el hombre que hizo famoso a Colditz con sus libros en la posguerra; Airey Neave, el primer oficial británico en escapar de Colditz; el capitán del Ejército de Nueva Zelanda Charles Upham, el único combatiente en recibir dos veces la Cruz de la Victoria; y David Stirling, fundador del Special Air Service.
Había también prisioneros llamados Prominentes, que eran parientes de personajes aliados importantes. El primero fue Giles Romilly, un periodista civil capturado en Narvik (Noruega), sobrino de Winston Churchill. El propio Adolf Hitler especificó que Romilly debía ser tratado con extremo cuidado y que:
1. El comandante y el oficial de seguridad responderían de la seguridad de Romilly con sus vidas.
2. Su seguridad debía estar asegurada por cualquier tipo de medidas que fuesen necesarias, incluso excepcionales.

Cuando el final de la guerra se aproximaba, el número de Prominentes aumentó. Al final estaba constituido por el vizconde George Lascelles, sobrino de Jorge VI; John Alexander Elphinstone, sobrino de la reina Isabel; el capitán George Haig, hijo del mariscal de campo de la Primera Guerra Mundial Douglas Haig; Charles Hope, hijo de Victor Hope, virrey de la India; el teniente John Winant Jr., hijo de John Gilbert Winant, embajador de los Estados Unidos en el Reino Unido; Tadeusz Bor-Komorowski, general polaco, y cuatro generales alemanes. El comando británico Michael Alexander afirmó ser un sobrino del mariscal de campo Harold Alexander para poder escapar de la ejecución, pero en realidad solo era un primo lejano.
Micky Burn, otro famoso prisionero de Colditz, fue un comando británico capturado en Saint-Nazaire. Burn había sido un periodista como Romilly antes de la guerra, trabajando en The Times. Burn fue, durante un breve periodo, un admirador del Partido Nazi y en 1936 conoció a Hitler, quien incluso le firmó su ejemplar del Mein Kampf. Tras el inicio de la guerra, Burn cambió su filosofía política hacia el marxismo, dando charlas a los prisioneros de Colditz entre los que, sin embargo, debido a su interés por el nazismo antes de la guerra, era observado con desconfianza y desprecio.
Lord John Francis Arundell, 16.º barón Arundell de Wardour (1907-1944), fue un aristócrata encerrado en Colditz, que, a pesar de su nobleza, no fue clasificado como Prominente. Arundell tenía el hábito de hacer ejercicio en la nieve, un hábito que le llevó a contraer tuberculosis, enfermedad que le provocó la muerte en el hospital militar de Chester.
El 13 de abril de 1945, mientras los combates se acercaban a la zona, los Prominentes fueron ocultados y protegidos. Los aliados y los prisioneros llegaron a estar preocupados de que los Prominentes fuesen utilizados como rehenes, carta de negociación o escudos humanos, o incluso que las SS intentasen matarlos por rencor; prepararon una resistencia y, si fuese posible, tomar el castillo.
Los alemanes trasladaron a los Prominentes fuera del castillo, bajo las protestas de los demás prisioneros. Cuando las tropas estadounidenses alcanzaron la zona, los prisioneros convencieron al jefe de la guardia, Gottlob Berger, para rendirse en secreto, y así salvarse de la venganza de las SS. Con su ayuda alcanzaron las líneas norteamericanas un par de semanas más tarde. Berger también recibió posteriormente una sentencia reducida tras el juicio a que fue sometido en 1949 debido a sus acciones con respecto a los Prominentes.

### El personal alemán y auxiliares
Mantener el funcionamiento del castillo era una tarea difícil. La guarnición en el castillo era mayor que en otros campos de prisioneros. Entre 1939 y 1945, más de 70 oficiales y soldados alemanes trabajaron en una amplia variedad de puestos, así como en la supervisión de los trabajos que hacían los prisioneros.
Había también un amplio contingente de personal civil, que vivía en los alrededores del castillo. Algunos realizaban tareas de mantenimiento, como electricistas, carpinteros o fontaneros; otros desempeñaban tareas médicas, como dentistas y médicos; algunos tenían un papel de supervisores, miembros del Partido Nazi, observadores de la Cruz Roja, mientras que otros estaban allí por ser familiares de los oficiales militares del campo.

### Vida en el campo
En Colditz, la Wehrmacht siguió las Convenciones de Ginebra al pie de la letra. Aquellos que intentasen escapar serían castigados con encierro en aislamiento, en lugar de una ejecución sumaria. En principio, los oficiales de seguridad reconocían que el deber de los prisioneros de guerra era intentar escapar y que su trabajo era impedirlo. Los prisioneros podían incluso realizar un pacto entre caballeros con los guardias, como no utilizar ciertas herramientas para intentos de huida.
La mayor parte de la compañía de guardia estaba compuesta por veteranos de la Primera Guerra Mundial y soldados jóvenes no aptos para el frente. Debido a que Colditz era un campo de alta seguridad, los alemanes pasaban revista (en alemán Appell) a los prisioneros tres y posteriormente cuatro veces al día. Si descubrían que alguien había escapado, alertaban a todos los policías y estaciones de tren dentro de un radio de 40 km (kilómetros) y a todos los miembros de las Juventudes Hitlerianas para que participaran en la búsqueda.
Gracias a los paquetes de comida de la Cruz Roja, los prisioneros a veces comían mejor que sus centinelas, quienes recibían las raciones de la Wehrmacht. Los prisioneros podían utilizar sus artículos de "lujo" para comerciar, por ejemplo, intercambiando cigarrillos por reichsmarks que podrían usar en sus intentos de escapada. En ocasiones esto podía llegar a ser un fraude, pues recibían billetes de rentenmark o papiermark, monedas que estaban fuera de curso.
Los prisioneros también crearon sus propios entretenimientos. En agosto de 1941, prisioneros polacos organizaron las primeras Olimpiadas del campo, con pruebas de fútbol, voleibol, boxeo y ajedrez, pero la ceremonia de cierre fue interrumpida por prácticas de tiro de los alemanes. De acuerdo con una entrevista al prisionero británico John Wilkens en 1986, "los británicos quedaron alegremente en última posición en todas las pruebas, para disgusto de los otros participantes que se tomaron la competición más seriamente". Además, los presos crearon un coro polaco, una banda de guitarra hawaiana holandesa y una orquesta francesa.
Los británicos representaron obras de teatro clásicas y farsas como La importancia de llamarse Ernesto, Pigmalion o El hombre que vino a cenar. Varios prisioneros se dejaron crecer el pelo intencionadamente para representar mejor los papeles femeninos. El prisionero John Hamilton-Baillie llegó incluso a afeitarse las piernas, embadunarlas con betún marrón y hacer líneas con un lápiz para simular la apariencia de unas medias. Esto le permitió ganar "privilegios de baño" especiales en los servicios de los guardias, ya que en las duchas de los prisioneros no podía quitarse el betún. Para representar las escenas, los prisioneros tuvieron acceso a "herramientas en libertad condicional", herramientas que serían usadas para construir los escenarios y bajo promesa de no emplearlas para escapar.
Durante los meses de verano se alcanzaba el mayor ritmo de representaciones teatrales, con estrenos cada dos semanas. El mayor éxito, sin embargo, se produjo con una obra de cabaret llamada Ballet Nonsense, que se estrenó el 16 de noviembre de 1941 y estuvo representándose hasta el 18 de noviembre, a la que asistió el Hauptmann (capitán) Paul Priem, el primer oficial en servicio de Colditz.
Otro pasatiempo que ocupaba mucho el tiempo de los prisioneros era la fabricación de alcohol casero. Comenzó por un grupo de polacos que utilizaban una receta a base de levadura, agua, mermelada alemana y azúcar de sus paquetes de la Cruz Roja, y ocultando los alambiques por todo Colditz (uno de ellos permaneció oculto hasta una visita turística de 1984). El prisionero Michael Farr, cuya familia dirigía Hawker's Gin, los únicos proveedores de ginebra de edrina con Sello Real, incluso logró hacer un vino espumoso denominado Château Colditz. Algunos prisioneros tuvieron los dientes negros o quedaron temporalmente ciegos al consumir esta bebida a causa de la cantidad de impurezas que contenía su alcohol. Aunque los guardas alemanes trataban con menosprecio a los prisioneros borrachos, generalmente hacían la vista gorda a la destilación.
Los oficiales estudiaban asimismo idiomas, aprendiendo unos de otros, y contando noticias. Las noticias más populares eran las recontadas y embellecidas procedentes de las emisiones de la BBC a cargo de Jim Rogers. Ya que el correo era censurado con regularidad y los periódicos alemanes que recibían los prisioneros contenían mucha propaganda nazi, la única información fiable que podían conseguir sobre el progreso de la guerra en Europa era a través de los noticieros de la BBC, que escuchaban a través de una de las dos radios que estaban ocultas en el castillo. Estas radios habían sido traídas de contrabando por el prisionero francés Frédérick Guigues y se llamaban "Arthur 1" y "Arthur 2". La primera radio fue descubierta rápidamente por un topo, pero la segunda permaneció en secreto hasta que Guigues regresó y se la llevó con él en una visita en 1965. La radio permaneció invisible hasta 1992 con motivo de una reparación del tejado.
Más tarde, la forma más popular de pasar el tiempo fue el stoolball, una versión particularmente dura del rugby, en la que había dos taburetes en cada extremo del patio de los prisioneros y se lograban puntos al derribar al portero que estaba sentado en el taburete. El juego servía como válvula de escape de la violencia reprimida y también proporcionaba el ruido necesario para ocultar la excavación de túneles.
Además de los intentos de fuga, los prisioneros intentaban igualmente hacer la vida de sus guardianes más desdichada recurriendo a provocaciones, que suponían un incordio para los vigilantes. Por ejemplo, lanzaban bombas de agua y excremento a los guardias. Douglas Bader incluso animó a sus oficiales a que lo hicieran. El teniente de vuelo británico Pete Tunstall intentaba especialmente causar caos molestando durante el recuento incluso si nadie había intentado escapar, para que los guardias no sospechasen cuando alguien había huido. Tunstall pasó por cinco juicios militares y sufrió un total de 415 días en arresto en solitario.

### Fugas
Los prisioneros idearon una serie de métodos para escapar. Duplicaron las llaves de varias puertas, hicieron copias de mapas, falsificaron los documentos de identidad y fabricaron sus propias herramientas. El MI9, un departamento de la Oficina de Guerra que se especializaba en equipo de fugas, se comunicaba con los prisioneros en código y realizaban contrabando de nuevas ayudas para organizar fugas ocultas con cuidado en paquetes recibidos de familiares o de organizaciones caritativas inexistentes, aunque no alteraron los paquetes de la Cruz Roja por miedo a que los alemanes cortasen las entregas a todos los campos. Los alemanes se hicieron expertos en interceptar estos paquetes de ayuda.
Había también una especie de mercado negro en el que los presos usaban artículos de sus paquetes de la Cruz Roja para comprar información y herramientas a los guardas cooperantes y a personas del pueblo. Ya que los alemanes permitían a Douglas Bader visitar el pueblo, Bader llevaba chocolate y otros objetos para intercambios. El teniente Cenēk Chaloupka negociaba mercancías por información e incluso tenía una novia en el pueblo. David Stirling se ocupó posteriormente de las operaciones del mercado negro.
Hubo una sola muerte durante los intentos de huida: el teniente británico Michael Sinclair en septiembre de 1944. Los alemanes lo enterraron en el cementerio de Colditz con honores militares: su ataúd cubierto con la bandera del Reino Unido y el disparo de siete salvas. Tras la guerra, recibió de manera póstuma la Orden al Servicio Distinguido.

#### Intentos sin éxito
La mayoría de los intentos de fuga fracasaron. Pat Reid, que escribiría más tarde sus experiencias en Colditz, no consiguió escapar al principio y se convirtió luego en un "Oficial de fugas", encargado de coordinar a los distintos grupos nacionales para que no estropeasen los intentos de huida de los demás. A los oficiales de fugas generalmente no se les permitía fugarse. Muchos intentaron sin éxito fugarse bajo algún disfraz: Airey Neave se disfrazó dos veces de guarda, el teniente francés Boulé lo intentó vestido de mujer, el teniente británico Michael Sinclair se disfrazó del propio comandante del campo Rothenberger, cuando intentaba organizar una huida masiva, y el teniente francés Perodeau iba disfrazado del electricista del campo Willi Pöhnert.
En la noche del 28 de diciembre de 1942, uno de los oficiales franceses fundió deliberadamente los fusibles de las luces del patio. Como había anticipado, Pöhnert fue a hacer las reparaciones, y mientras éste seguía arreglando las luces, el teniente Perodeau, vestido casi igual que el electricista y llevando una caja de herramientas, caminó hacia la puerta del patio. Perodeau pasó sin problemas ante el primer guardia, pero el de la puerta principal le pidió su ficha (las fichas eran entregadas a cada guardia y miembro del personal en la entrada del cuartel del campo para evitar este tipo de fugas) y sin posibilidad de engañar al centinela, Perodeau se entregó.
Los escultores holandeses hicieron dos cabezas de arcilla para sustituir a los oficiales que se escapaban en el recuento. Más tarde, los "fantasmas", oficiales que habían falsificado una fuga exitosa y se ocultaban en el castillo, tomaban el lugar de los prisioneros huidos en el recuento para retrasar su descubrimiento el mayor tiempo posible.
Los guardianes del campo recogían tanto equipo para fugas que establecieron un "museo". El fotógrafo local Johannes Lange hacía fotografías de los supuestos fugados con sus disfraces o actuando ante la cámara. Junto con las fotografías de Lange, una de las dos cabezas de arcilla se exhibía orgullosamente en el museo. El oficial de seguridad Reinhold Eggers formó parte regular de Das Abwehrblatt, una revista semanal para campos de prisioneros de guerra alemanes.
Hubo otros intentos de escapadas ingeniosos:

##### El colchón
A finales de 1940 el oficial británico Peter Allan descubrió que los alemanes estaban trasladando varios colchones del castillo a otro campo y decidió que ese sería su modo de escapar. Allan avisó a los oficiales franceses que transportaban los colchones de que uno de ellos sería un poco más pesado. Allan, que hablaba con fluidez el alemán porque había estudiado en Alemania antes de la guerra, se disfrazó con un uniforme de las Juventudes Hitlerianas, llenó de reichsmarks sus bolsillos, se metió en el colchón y lo cosió por dentro.
Allan consiguió ser cargado en un camión y ser descargado en una casa vacía dentro de la ciudad. Tras varias horas, cuando todo estaba en silencio, cortó el colchón para salir por una ventana y caminar por la carretera hacia su libertad. A lo largo de la carretera de 160 km (kilómetros) hacia Viena vía Stuttgart, fue llevado en coche junto con un oficial de las SS. Allan esperaba alcanzar Polonia, pero al llegar a Viena se quedó sin dinero.
En ese momento, los estadounidenses aún no habían entrado en guerra, así que Allan decidió pedir ayuda en la embajada norteamericana, pero se la negaron. Allan había estado huyendo durante nueve días en ese momento y, sin dinero, cansado y con hambre cayó desfallecido en un parque. Al despertar se dio cuenta de que no podía caminar debido a su estado físico. Poco después, fue capturado y regresó a Colditz, donde estuvo en aislamiento los tres meses siguientes.

##### La cuerda de sábanas
El 12 de mayo de 1941, los oficiales polacos Miki Surmanowicz y Mietek Chmiel intentaron descender en rápel un muro de 36 metros para escapar con una cuerda formada por sábanas. Para conseguir la posición, ambos hombres hicieron lo posible para ser castigados con el aislamiento. Tras forzar la puerta y las cerraduras, se encontraron en camino hacia el patio, donde escalaron hasta un cornisa estrecha. Desde la cornisa los polacos podían saltar hasta el techo de la caseta del centinela y escalar hasta una ventana abierta de la muralla exterior. Reutilizando la cuerda hecha con sábana, bajaron hasta el suelo donde fueron atrapados por un guardia alemán.

##### El túnel del comedor
A principios de 1941, los prisioneros británicos habían accedido a las alcantarillas y drenajes que había debajo de los suelos del castillo. La entrada a estos era un pozo de mantenimiento en el piso del comedor. Tras viajes iniciales de reconocimiento, se decidió que el drenaje debía ser ampliado para hacer una salida en una pequeña zona cubierta de hierba que daba a la ventana del comedor. Desde aquí, se podría bajar la colina y caer por debajo del muro exterior del este del castillo. Conociendo qué centinela estaría en servicio durante la noche prevista de la escapada, los prisioneros reunieron 500 reichmarks para un soborno, pagando 100 por adelantado.
El plan de fuga tomó tres meses de preparación. En la tarde del 29 de mayo de 1941, Pat Reid se ocultó en el comedor cuando fue cerrado durante la noche. Reid quitó el cerrojo de la puerta y regresó por el patio. Tras el encuentro vespertino, los elegidos para la fuga se deslizaron hacia el comedor de manera inadvertida. Los fugados entraron en el túnel y esperaron a la señal para continuar. Sin embargo, los prisioneros no sabían que habían sido traicionados por el centinela sobornado. En la zona cubierta por la hierba estaban el capitán Priem y sus guardas.
Pat Reid dijo sobre el intento de escapada que «escalé hasta la hierba y Rupert Barry, inmediatamente detrás de mí, comenzó a seguir. Mi sombra se proyectaba a la muralla de la Kommandantur, y en ese momento sentí una segunda sombra detrás de la mía. Grité a Rupert que regresara cuando una voz detrás de mi gritó Hände hoch! Hände hoch! (¡Manos arriba!). Me di de frente con un oficial alemán apuntándome con su pistola».
Detrás de Reid había siete oficiales británicos y cuatro polacos. Por orden de éste, los hombres intentaron dar marcha atrás para no ser detenidos, pero los alemanes estaban esperándolos fuera del comedor. Sin querer darles a sus captores la satisfacción, los británicos estallaron en risas para desconcierto de los guardas. Según Priem, el guardia sobornado «se quedó con los 100 marcos, ganó un permiso extra, una promoción y la Cruz al Mérito de Guerra.»

##### El túnel francés
Nueve oficiales franceses organizaron un proyecto de excavar un túnel a largo plazo. Al decidir que la salida debería estar en el desnivel que daba a la zona de recreo, en el exterior de las murallas orientales del castillo, empezaron a buscar una posible ubicación para la entrada. El problema fue resuelto por los tenientes Cazaumayo y Paille, cuando consiguieron acceder a la torre del reloj en 1940.
El túnel comenzaba en la parte superior de la torre del reloj de la capilla y descendía 8,6 metros hacia el suelo utilizando el hueco de un antiguo ascensor. Descubrieron que los pesos que se utilizaban para colgar el ascensor, así como las cadenas, habían sido retirados. Esto dejaba un hueco que se extendía desde el reloj hasta el sótano. Tras varios intentos de fuga de Cazaumayo y Paille, las puertas de cada piso que daban acceso a la torre fueron cerradas con ladrillos para prevenir futuros intentos. Sin embargo, el sellado de la torre por parte de los alemanes proporcionaba, en esencia, un lugar seguro donde se podía trabajar en el túnel de escape sin ser observados. Los franceses consiguieron acceder a la torre por los áticos, descendieron 35 metros hasta los sótanos y comenzaron a trabajar en un hueco horizontal en junio de 1941. El trabajo continuaría durante los siguientes ocho meses.
El túnel horizontal alcanzó los 4 m (metros) antes de que llegase a una zona de roca demasiado dura para excavar. Decidieron, entonces, excavar hacía el piso de la capilla, continuando el túnel por debajo del piso de madera durante una distancia de 13,5 m. Para esto se cortaron siete vigas de roble del suelo, de medio metro de ancho, utilizando sierras caseras fabricadas con los cuchillos de comer alemanes. Cuando se completó esto, el túnel caía en vertical desde la esquina de la capilla otros 5,2 m. El túnel continuaba hacia la salida propuesta con dos descensos más, separados por los huecos de los cimientos del castillo. La longitud del túnel alcanzó los 44 m, con una profundidad final de 8,2 m por debajo del nivel del suelo.
Los trabajos en el túnel continuaron durante 1942. Por entonces, los alemanes sabían que los franceses estaban excavando en alguna parte por el ruido que resonaba por el castillo durante la noche. Los franceses, sin embargo, consideraban que la entrada no se podía descubrir. No obstante, el 15 de enero, los alemanes finalmente buscaron en la torre sellada. Los ruidos se escuchaban debajo, y tras bajar a un niño por el hueco, encontraron a tres oficiales franceses. Después de buscar en el sótano, descubrieron que al túnel apenas le faltaban 9 metros para su conclusión. Los franceses estaban convencidos de que habían sido traicionados por algún compatriota, pero esto fue desmentido por los guardianes que exigieron a los franceses un pago para reparar los daños, estimados en 12 000 reichmarks.
El túnel en sí era una proeza de ingeniería. Tenía luz eléctrica, tomada a partir del suministro eléctrico de la capilla. No solo les permitía a los prisioneros ver qué estaban haciendo, sino que fue utilizado como sistema de señales para alertar de la llegada de centinelas. La entrada del túnel en la bodega de vinos estaba oculta por cinco rocas grandes cubriendo una puerta pequeña, que apenas dejaba rastro del agujero. Los escombros eran transportados desde la zona de trabajo por varios sacos izándolos por la torre del reloj y desechándolos en los áticos del castillo. La bodega era limpiada regularmente y vuelta a ensuciar utilizando polvo de los áticos, que ocultaba el tono rojizo de las arcillas.

#### Fugas exitosas
Pat Reid menciona en su libro Colditz: The Full Story que hubo un total de 31 "huidas", incluyendo prisioneros que habían huido del hospital o al ser transportados hacia o desde allí, y que no estaban bajo el control del personal de Colditz. Henry Chancellor en Colditz: The Definitive History, afirma que fueron 32 fugados pero solo 15 "huidas": 1 belga, 11 británicos, 7 holandeses, 12 franceses y 1 polaco. La diferencia es que Reid considera cualquier fuga con éxito por un prisionero de guerra de Colditz como "huida", mientras que otros historiadores solo consideran a los escapados del castillo o alrededores como "huidas". También es objeto de discusión si la fuga del teniente William Millar debería ser considerada una "huida", ya que fue apuntado como desaparecido en combate (MIA); Chancellor no lo cuenta como tal.
A finales de mayo de 1943, el Oberkommando der Wehrmacht (Alto Mando de la Wehrmacht) decidió que Colditz solo sería ocupado por oficiales británicos y de la Commonwealth. Debido a esta decisión, todos los oficiales polacos y neerlandeses y la mayoría de los franceses y belgas fueron trasladados a otros campos en julio. Tres oficiales británicos probaron suerte personificando a otros tantos oficiales franceses durante su traslado, pero más tarde regresaron a Colditz. La seguridad alemana fue incrementándose gradualmente y a finales de 1943 la mayoría de las potenciales vías de escape habían sido cortadas.
Algunos oficiales llegaron a simular enfermedades o retraso mental para ser repatriados. Un miembro de los Royal Army Medical Corps, el capitán Ion Ferguson, escribió una carta a un amigo irlandés donde sugería que Irlanda se uniese a la guerra; su carta fue detenida por los censores pero su deseo de ser trasladado a cualquier lugar le fue concedido. En el Stalag IV D, Ferguson certificó a una cierta cantidad de prisioneros de guerra como locos, que fueron consecuentemente repatriados, y luego convenció a los alemanes de su propia locura y regresó al Reino Unido de igual manera. Cuatro oficiales británicos también afirmaron tener síntomas de úlcera de estómago, locura, hipertensión y daños en la espalda para conseguir ser repatriados. Sin embargo, también hubo oficiales auténticamente dementes.

##### Fugas desde el castillo y alrededores
1. El teniente francés Alain Le Ray escapó el 11 de abril de 1941. Se ocultó en una caseta de un jardín durante un partido de fútbol. Fue la primera huida con éxito y el primero en alcanzar Suiza.
2. El teniente francés René Collín escapó el 31 de mayo de 1941. Escaló a las vigas de un pabellón durante los ejercicios, ocultándose allí hasta la noche y luego huyó. Regresó a Francia.
3. El teniente francés Pierre Mairesse Lebrun escapó el 2 de julio de 1941. Fue capturado al intentar usar el método de Collín. Más tarde saltó sobre una alambrada del jardín con la ayuda de un compañero. Alcanzó Suiza en ocho días en una bicicleta robada.
4. El teniente neerlandés Francis Steinmetz escapó el 15 de agosto de 1941. Se ocultó bajo la cubierta de un pozo de mantenimiento en el recinto de ejercicios, salió después de anochecer y tomó un tren en Gottmadingen, llegando a Suiza a los tres días.
5. El teniente neerlandés Hans Larive también escapó el 15 de agosto de 1941, con Steinmetz.
6. El mayor neerlandés C. Giebel escapó el 20 de septiembre de 1941, utilizando el mismo método que Steinmetz.
7. El teniente neerlandés O. L. Drijber escapó el 20 de septiembre de 1941, junto con Giebel.
8. El teniente británico Airey Neave escapó el 5 de enero de 1942. Se arrastró por un agujero en el teatro del campo (tras una actuación de los prisioneros) a la casa del guardián y salió vestido de oficial alemán. Alcanzó Suiza dos días después, y más tarde se unió al MI9.
9. El teniente neerlandés Anthony P. Luteyn escapó el 5 de enero de 1942 junto con Neave.
10. El teniente británico H. N. Fowler escapó el 9 de septiembre de 1942. Se deslizó con otros cuatro a una oficina de la guardia y a una despensa vestidos como oficiales alemanes y ordenanzas polacos.
11. El teniente neerlandés Damiaen Joan van Doorninck escapó el 9 de septiembre de 1942, junto con Fowler y fueron los únicos en alcanzar Suiza.
12. El capitán británico Patrick Reid escapó el 14 de octubre de 1942. Pasó desde las cocinas de los prisioneros al patio alemán, hacia el sótano de la Kommandantur y bajó por un foso seco hacia el parque. Tardó cinco días en llegar a Suiza.
13. El teniente canadiense de la RAF Howard D. Wardle escapó el 14 de octubre de 1942 junto con Reid.
14. El mayor británico Ronald B. Littledale escapó el 14 de octubre de 1942, utilizando el mismo método que Reid.
15. El capitán de corbeta británico William E. Stephens escapó el 14 de octubre de 1942, junto con Littledale.
16. El teniente británico William Millar escapó el 28 de enero de 1944. Entró en el patio alemán y se ocultó en un camión con dirección a Checoslovaquia. No alcanzó su país y está listado como desaparecido. Se especula que fue atrapado y ejecutado en el campo de Mauthausen.

##### Fugas fuera de Colditz
1. El teniente francés J. Durand-Hornus escapó mientras iba al consultorio del dentista del pueblo el 17 de diciembre de 1941.
2. El teniente francés G. de Frondeville escapó utilizando el mismo método que Durand-Hornus el 17 de diciembre de 1941.
3. El teniente francés J. Prot escapó siguiendo el mismo método que Durand-Hornus el 17 de diciembre de 1941.
4. El teniente polaco Kroner fue transferido al hospital de Koningswartha, desde donde se escapó saltando desde la ventana.
5. El teniente francés Boucheron huyó del hospital de Zeitz, fue capturado y más tarde se fugó de la prisión de Düsseldorf.
6. El teniente francés Odry escapó del hospital de Ehterhorst.
7. El teniente francés Navelet escapó del hospital de Ehterhorst.
8. El capitán británico Louis Rémy escapó del hospital militar de Gnaschwitz. Sus tres compañeros fueron capturados, pero Rémy llegó a Algeciras en barco y más tarde al Reino Unido.
9. El líder de escuadrón británico Brian Paddon escapó a Suecia vía Danzig cuando fue enviado a su anterior campo para un consejo militar.
10. El teniente francés Raymond Bouillez escapó de un hospital después de un intento sin éxito de saltar desde un tren.
11. El teniente neerlandés J. van Lynden se escapó cuando los neerlandeses estaban siendo trasladados al campo de Stanislau.
12. El teniente francés A. Darthenay escapó de un hospital de Hohnstein-Ernsttal, más tarde se unió a la resistencia francesa y murió ejecutado por la Gestapo el 7 de abril de 1944.
13. El capitán indio Birendra Nath Mazumdar era el único indio de Colditz. Realizó una huelga de hambre para ser trasladado a un campo para indios. Su petición fue aprobada tres semanas más tarde, escapó de ese campo hacia Francia y alcanzó Suiza en 1944 con la ayuda de la resistencia francesa.
14. El sargento W. Hammond de la Royal Navy pidió un traslado, argumentando que no era oficial. Fue transferido a la prisión de Lamsdorf, escapó de un campo de trabajo de Breslau y alcanzó Inglaterra vía Suiza en 1943.
15. El sargento D. Lister de la Royal Navy pidió un traslado, también argumentando que no era oficial. Fue transferido a la prisión de Lamsdorf, escapó de un campo de trabajo de Breslau y alcanzó Inglaterra vía Suiza en 1943, junto con Hammond.

#### El planeador de Colditz

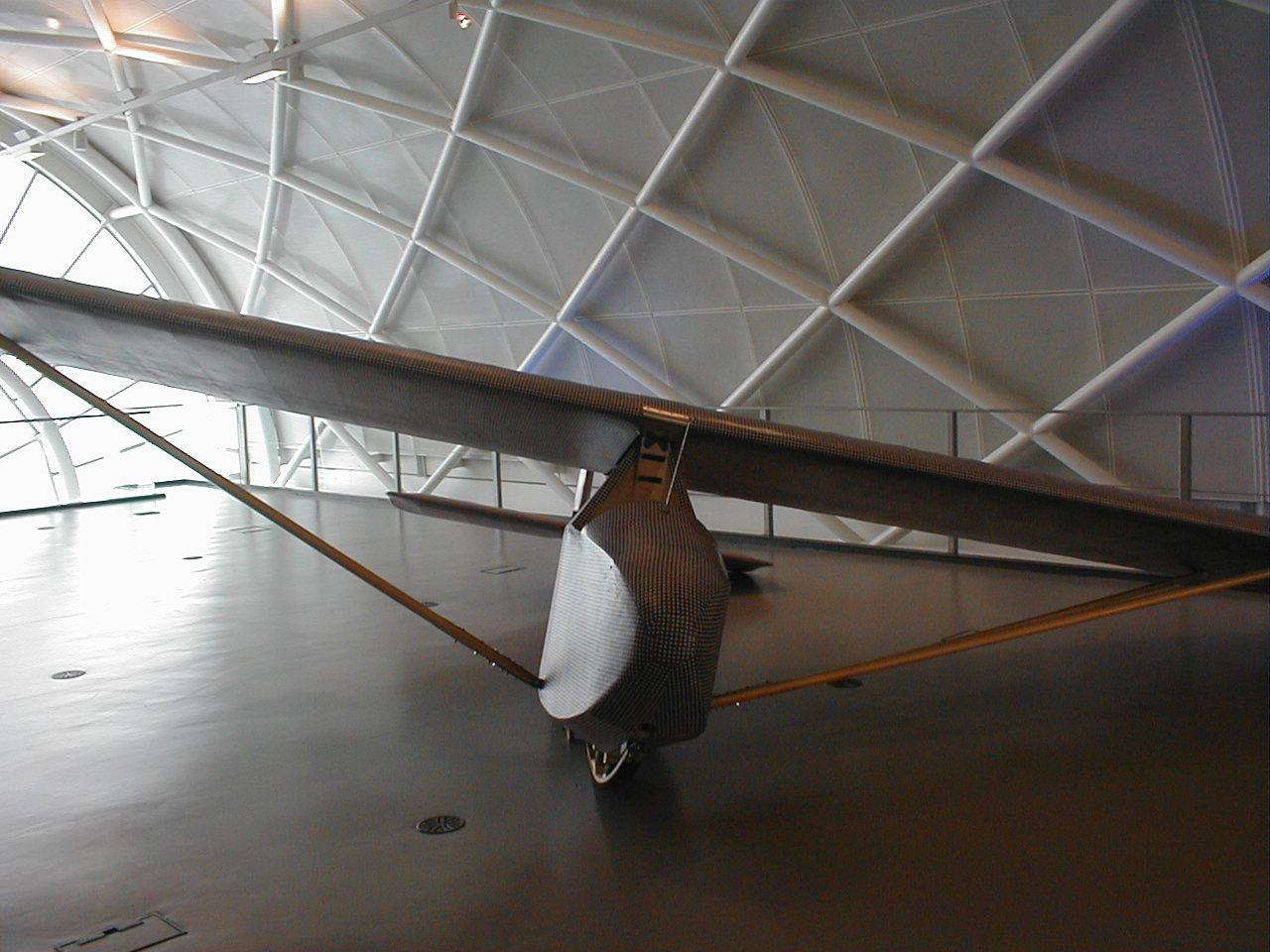
Réplica del planeador en el Imperial War Museum.

Los pilotos Jack Best y Bill Goldfinch, que habían sido transferidos a Colditz después de escapar de otro campo de prisioneros de guerra, idearon uno de los intentos de escapada más ambiciosos de Colditz: la construcción de un planeador. Fueron animados por dos oficiales del ejército, Tony Rolt y David Walker, que habían llegado al campo recientemente. Sería Rolt quien recomendase el tejado de la capilla, ya que había descubierto que estaba oculto de la vista de los alemanes.
El plan era construir un planeador para dos personas trozo a trozo. El planeador sería montado por Best y Goldfinch en un ático encima de la capilla, y sería lanzado desde el tejado para cruzar el río Mulde que estaba 60 m (metros) más abajo. La pista de despegue sería fabricada a partir de mesas y se utilizaría un sistema de poleas usando una bañera llena de hormigón para alcanzar una velocidad de 50 km/h (kilómetros por hora).
Los oficiales que tomaron parte en el proyecto construyeron una pared falsa para ocultar el recinto secreto del ático donde estaban montando el planeador a partir de piezas de madera robadas. Ya que los alemanes estaban acostumbrados a mirar hacia abajo para buscar túneles, no hacia arriba para localizar talleres secretos, los prisioneros se sentían relativamente seguros. Sin embargo, colocaron puestos de observación y un sistema eléctrico de alarma para advertir en caso de que los guardias se aproximaran.
Se fabricaron cientos de "costillas", a partir principalmente de tablillas de las camas, pero también de cualquier pieza de madera que los prisioneros pudieran conseguir. Los palos de las alas estaban construidas por tableros del suelo. Los cables de control eran cables de sistema eléctrico de zonas no utilizadas del castillo. Pidieron a un experto en planeadores, Lorne Welch, que revisara los diagramas y cálculos realizados por Goldfinch.
El planeador era ligero, con dos asientos y monoplano. Tenía un timón del estilo Mooney y elevadores cuadrados. La envergadura, de punta a punta, era de 9,75 metros y tenía una longitud de 6 metros. Se utilizaron sacos de dormir de algodón para revestir el planeador y se hirvieron raciones alemanas de mijo para tapar los poros de las telas. El peso solo era de 109 kilogramos. Sin embargo la guerra terminó antes de que se finalizase el planeador.
Se construyó una réplica del planeador en 2000 para el documental "Escape from Colditz" de la cadena británica Channel 4, donde demostró que podía volar. Se encuentra en la actualidad en el Imperial War Museum de Londres.

## El castillo de Colditz en la cultura popular
El castillo de Colditz ha sido la inspiración para películas y series de televisión debido a los libros de antiguos prisioneros como Pat Reid y Airey Neave. En 1955, se estrenó The Colditz Story, basado en libro de Reid, y ha continuado inspirando obras hasta 2005 con la serie Colditz. Las historias de escapadas también han servido para crear varios juegos de mesa (Fuga de Colditz) y videojuegos.

### Cine
The Colditz Story (1955) era una película dramática basada en los libros de Pat Reid, dirigida por Guy Hamilton, que posteriormente dirigiría tres películas de James Bond. Aunque se añadieron algunos elementos ficticios, la mayor parte de la película es fiel a la historia. La película retrata la vida interna del campo y los intentos de huida, comenzando con la llegada de dos prisioneros británicos al castillo. Tenía como protagonistas a John Mills como Pat Reid, Bryan Forbes como Jimmy Winslow e Ian Carmichael como Robin Cartwright. Estuvo nominada a los premios BAFTA de 1956.

### Televisión
The Birdmen (1971) era una película para televisión basada indirectamente en el libro de Reid. Es también la primera película en mencionar el planeador de Colditz.
Colditz (1972-1974) fue una serie de televisión emitida en la BBC One, un total de 28 episodios en dos temporadas. La serie fue una producción conjunta entre la BCC y Universal TV, una compañía estadounidense, aunque por razones desconocidas, nunca se emitió en Estados Unidos. Sin embargo, los episodios 24 y 25 sí fueron emitidos en Estados Unidos como una película llamada Escape from Colditz. Algunos actores importantes de la serie fueron Jack Hedley como John Preston, Edward Hardwicke como Pat Grant, Robert Wagner como Phil Carrington, David McCallum como Simon Carter y Dan O'Herlihy como Max Dodd.
Colditz (2005) fue una serie de televisión de ITV1, basada en el libro de Henry Chancellor Colditz: The Definitive History, y dirigida por Stuart Orme. Su historia es más ficticia de sus predecesores.

### Videojuegos
En 1984, se publicaron para ZX Spectrum los juegos "Colditz", de Phipps Associates, "Castle Colditz" a cargo de Felix Software y "The Colditz Story" en 1987 publicado por Atlantis Software Ltd.
En 1991, se publicó "Scape From Colditz" por Digital Magic para la plataforma Amiga, en una buena adaptación del juego de tablero del mismo nombre y que cabía en un solo disquete de 3,5".
En el juego Commandos 2, de Eidos Interactive y Pyro Studios, existe la misión N.º 9 la cual se llama "El Castillo de Colditz" en la cual se ve una representación a escala finamente elaborada, y cuya misión es guiar a un grupo de comandos para liberar a todos los prisioneros que se encuentran en su interior proveyéndoles los uniformes de los guardias alemanes que custodian las instalaciones para que puedan escapar.
En el videojuego Prisoner of War, se representa en varias ocasiones este castillo, en la tercera y quinta fase. Al final escapamos de él gracias al velero Imperial War Museum.

### Juegos de tablero
Diseñado por Brian Degas, el juego de mesa "La fuga de Colditz" (1973) recrea la evasión de los prisioneros, siendo uno de los jugadores quien lleva a los soldados alemanes y el resto de jugadores encarna a los Oficiales de Escape, que deben conseguir que escapen el mayor número de prisioneros posible. Las formas de fuga incluyen saltar muros, cortar alambradas e incluso cavar túneles. En España lo edita Devir.

#### Historia del castillo de Colditz
- Exposé on Colditz Castle: Description of the Building (en inglés)
- What is special about Colditz Castle? de Gesellschaft Schloss Colditz e.V. (en inglés)
- Colditz Castle Story de Gesellschaft Schloss Colditz e.V. (en inglés)
- Michael Booker, Collecting Colditz and Its Secrets, pp. 32.
- Eric J. Narveson, Prison Citadel, pp. 36-37.
- Patrick Reid, Colditz: The Full Story, pp. 124, 259-263.
- Georg Martin Schädlich, Tales from Colditz Castle, pp. 4-6, 27, 61, 63, 91-101.

#### Colditz como campo de prisioneros
- Henry Chancellor, Colditz: The Definitive History: The Untold Story of World War II's Great Escapes Londres: Hodder & Stoughton, 2001.
- Reinhold Eggers, Colditz: The German Story. Londres: Robert Hale, 1961.